# Chaetodon quadrimaculatus
Chaetodon quadrimaculatus är en fiskart som beskrevs av Gray, 1831. Chaetodon quadrimaculatus ingår i släktet Chaetodon och familjen Chaetodontidae. IUCN kategoriserar arten globalt som livskraftig. Inga underarter finns listade i Catalogue of Life.